# Луис Окања
Хесус Луис Окања Пернија (шп. Jesús Luis Ocaña Pernía; 9. јун 1945. — 19. мај 1994) бивши је шпански професионални бициклиста у периоду од 1969. до 1977. године. Био је изузетан хронометраш и брдаш. Највећи успех остварио је 1970. године када је освојио Вуелта а Еспању, те 1973. године када је освојио Тур де Франс.

## Каријера

### Почетак каријере
Окања је рођен у Шпанској провинцији Куенка, бициклизмом је почео да се бави од 12 године, а професионалац је постао 1968. године, у Шпанском тиму Фагор, исте године освојио је национално првенство и учествовао је на Ђиро д’Италији где је завршио на 34 месту. То је био једини пут да је возио Ђиро. Наредне године, Окања је учествовао на Вуелта а Еспањи, где је освојио друго место, брдску класификацију и три етапе (пролог и два хронометра).

### 1970—1974
Године 1970, прешао је у француски BIC, са којим је завршио Тур де Франс на 31 месту, а затим је освојио Вуелта а Еспању, након чега су га шпански медији прогласили за најбољег Шпанског хронометраша икада.
Окања је 1971. године завршио трећи на Париз—Ници и други на Критеријуму Дофине, оба пута иза Меркса, чиме су најавили велику борбу на Тур де Франсу. Окања је после 11 етапе на Туру имао осам минута предности испред Меркса. Након дана одмора, Меркс је смањио на седам минута, а затим, у Пиринејима, на Кол де Монту, Меркс је напао, Окања није могао да одговори, мучио се док није завршио на асфалту тражећи помоћ. Превезен је у болницу где се опоравио, али је његов сан за освајање Тура срушен. Наредног дана, Меркс је одбио да обуче жуту мајицу. На Вуелти, Окања је стигао до трећег места. Меркс је одлучио да наредне године вози Вуелту уместо Тур де Франс, али је променио одлуку због тврдње да је освојио Тур само зато што је Окања морао да одустане. Окања је освојио Критеријум Дофине и национално првенство и изгледало је да ће то бити нови велики окршај Окање и Меркса. Окања је безуспешно нападао у брдима, док није морао да напусти Тур због бронхитиса. Меркс је освојио Тур де Франс и 1972. године.
Године 1973, након проблема претходне две године, Окања није био фаворит. Меркс је одлучио да не учествује на Туру, након четири победе заредом, одлучио је да вози Ђиро и Вуелту. Окања је против себе имао Јопа Зутемелка и Ремона Пулидора. Окања је био веома јак у брдима, победивши на две етапе са огромном предношћу и након 11 етапе, Окања је имао девет минута испред Фуентеа који је био други, док су Зутемелк и Пулидор заостајали преко 20 минута. Окања је победио и на хронометру на 12 етапи, а до краја је победио на још две брдске етапе и освојио Тур де Франс са 15 минута испред другопласираног Бернара Тевнеа. Након тога, очекивао се велики дуел између Окање и Меркса на Вуелти, али Еди Меркс је победио са четири минута испред Окање, који је завршио као други, а затим је освојио бронзу на светском првенству.
Године 1974. није учествовао на Тур де Франсу, а на Вуелти је освојио четврто место.

### 1975—1977
Окања је само једном завршио Тур де Франс у првих 10, 1973. године, када га је освојио. 1975. године, Окања је опет имао проблема и напустио је Тур на 13 етапи, а на Вуелти је освојио још једно четврто место.
Окања је 1976. године завршио трећи на Париз—Ница трци и успио је да заврши Тур де Франс, али тек на 14. месту. На Вуелта а Еспањи је још једном дошао у сјајној форми и освојио је друго место.
Године 1977, Окања је завршио Тур де Франс на 25. месту, након чега је завршио каријеру. Окања је освојио укупно 110 трка, рачунајући и девет етапа на Тур де Франсу.

## Смрт
Окања је извршио самоубиство 19. маја 1994. године, у Француској (у Ногару), због финансијских проблема; такође је боловао од рака и хепатитиса Ц.